# Дучинский, Эдуард Осипович
Дучинский Эдуард Иосифович (Осипович) (около 1821 – 15 (27) ноября 1885, Харьков) – генерал-майор армейской кавалерии, интендант. 

## Биография
Сын генерал-майора армейской кавалерии Иосифа (Осипа) Игнатьевича Дучинского, командира Сибирского Уланского полка и частей резервов армейской кавалерии. Брат генерал-майора армейской кавалерии Александра Иосифовича (Осиповича) Дучинского, командира 7-го Драгунского Кинбурнского Его Императорского Высочества Великого князя Михаила Николаевича полка, по военным спискам – Дучинского 2-го. Вместе с братом учился в кадетском корпусе и начинал службу в кавалерийских полках, которыми командовал отец. Брат действительной статской советницы Йозефины (Жозефины) Иосифовны (Марии Осиповны) Вилламовой - жены главного контролёра Ведомства учреждений императрицы Марии, декабриста, действительного статского советника Артемия Григорьевича Вилламова.
Вместе с братом – Александром, воспитывался в Первом кадетском корпусе в С.-Петербурге. По военным спискам – Дучинский 1-й. ВП от 11.09.1841 года, произведён, по экзамену, в корнеты (старшинство в чине с 22.07.1840), из унтер-офицеров 1-го кадетского корпуса, Дучинский 1-й, в Чугуевский Уланский полк; полковником и командиром дивизиона того полка служил отец. ВП от 14.08.1843 года, корнетом переведён [вместе с братом] в Сибирский Уланский полк, командиром которого был назначен отец. ВП от 28.08.1844 года, из корнетов произведён [вместе с братом], на вакансию, в поручики Сибирского Уланского полка. ВП от 3.01.1845 года, уволен [вместе с братом], в отпуск, на 1 год. ВП от 11.10.1846 года, переведён, из поручиков Сибирского уланского полка, корнетом в лeйб-гвардии Уланский Его Императорского Высочества Великого князя Михаила Павловича полк. В апреле того же – 1846 года, в тот же полк корнетом переведён брат – Александр. ВП от 6.12.1846 года, производятся, на вакансии, лейб-гвардии Уланского Е. И. Выс. Великого князя Михаила Павловича полка, из корнетов – в поручики: Дучинский 1-й и Дучинский 2-й, оба со старшинством с 1 июля 1846 года. ВП от 8.04.1851 года производится, в гвардии штабс-ротмистры. ВП от 14.08.1853 года, зачисляется, лейб-гвардии Уланского Его Императорского Высочества Наследника Цесаревича полка штабс-ротмистр Дучинский 1-й [Эдуард Осипович], по кавалерии, майором, со старшинством с 8 апреля 1851 года. 
В период Восточной войны 1853-1856 гг. служил обер-кригс-комиссаром 3-го пехотного корпуса. В пренебрежительном свете упоминается в севастопольских дневниках Л. Н. Толстого: «11 Июля [1855]. Вечером Горч[аков] и Бурнашев пришли играть в карты. Последний рассказал следующий замечательный факт. У них есть Кригскомисар, ужасный дурак, майор Дучинской, котор[ый] всему верит. Б[урнашев], приехав из Севаст[ополя], рассказал ему, что другой Кригском[исар] имеет следующую операцию (мечта Д[учинскаго] есть операция): ему поручено хоронить войска и правительство дает 10 р. сер. за солдата. Гроб стоит только 3, да притом он водкой поит их, чтобы они были храбрее. Дучинской всему верил и завидовал тому Кригс[комиссару]. Только, подлец, крестов не ставит на могилах, солдаты ропщут, сказал Б[урнашев]. Что-ж, когда правительство не отпускает, откуда же их взять и ставить, заговорил Д[учинский], доказывая, что это было бы разорительно». За кампанию 1853-1856 годов награжден светло-бронзовой медалью «В память войны 1853-1856» на Георгиевской ленте.
ВП от 2 марта 1857 года, переводится, состоящий по армейской кавалерии и в Комиссариатском штате майор Дучинский 1-й – в Провиантский штат, с оставлением по армейской кавалерии. ВП от 11 марта 1857 года, производится, за отличие по службе, числящийся по армейской кавалерии, майор, находящийся в Провиантском штате Дучинский 1-й – в подполковники, с оставлением по армейской кавалерии и в Провиантском штате. Служил в должности дистанционного смотрителя Провиантского магазина Харьковской провинциальной дистанции, затем заведывал Полтавской провинциальной дистанцией (полтавский обер-провиантмейстер). Указом от 5 ноября 1859 года, пожалован кавалером ордена Святого Станислава 2 степени, числящийся по армейской кавалерии, подполковник, заведывающий Полтавской провиантской дистанцией, Эдуард Дучинский, в воздаяние отлично-усердной и ревностной службы. 22 августа 1860 года награждён знаком отличия «Беспорочная служба XV». Указом от 17 апреля 1862 года, пожалован кавалером ордена Святого Станислава 2 степени с императорской короной, подполковник, состоящий по армейской кавалерии, обер-провиантмейстер Полтавский – Эдуард Дучинский, в воздаяние отлично-усердной и ревностной службы. 
ВП от 25.07.1863 года, отставлен от должности полтавского обер-полицмейстера и переведён в С.-Петербург. Назначен начальником отделения Окружного интендантского управления Петербургского военного округа. ВП от 19.04.1864 года, произведён, за отличие, в полковники, с оставлением по армейской кавалерии и в должности. Указом от 17 апреля 1866 года, по засвидетельствованию начальства об отлично-усердной и ревностной службе, полковник, состоящий по армейской кавалерии, начальник отделения Петербургского окружного Интендантского управления Эдуард Дучинский, пожалован кавалером ордена Святой Анны 2 степени. В той должности и в том чине, указом от 30 декабря 1867 года, всемилостивейше пожалован 22 сентября 1867 года, за беспорочную выслугу в офицерских чинах 25 лет, кавалером ордена Святого Владимира 4 степени с бантом. Указом от 31 марта 1868 года, полковник, состоящий по армейской кавалерии начальником отделения Петербургского окружного Интендантского управления Эдуард Дучинский, пожалованы знаками ордена Святой Анны 2 степени, украшенными императорской короной, в воздаяние отлично-усердной и ревностной службы, начальством засвидетельствованной. Указом от 17.04.1870 года, по засвидетельствованию начальства, об отлично-усердной и ревностной службе, пожалован кавалером ордена Святого Владимира 3 степени полковник, состоящий по армейской кавалерии, начальник отделения Окружного интендантского управления Петербургского военного округа Эдуард Дучинский. В том чине и в той должности в 1873 году высочайше награждён подарком по чину.
В 1876 году полковник Петербургского окружного интендантского управления Эдуард Дучинский в числе прочих офицеров гвардейской кавалерии участвовал в поднесении юбилейного Альбома лейб-гвардии Уланского Его Величества полка державному шефу полка – Александру II. В честь юбилея высочайше пожалован бриллиантовым перстнем с вензелевым изображением имени Его Величества.
В период Русско-турецкой войны 1877-1878  служит интендантом 9-го армейского корпуса. ВП от 1 апреля 1879 года, производится, за отличие по службе, из полковников - в генерал-майоры, интендант 9-го армейского корпуса, числящийся по армейской кавалерии, Эдуард Дучинский, с оставлением в настоящей должности и по армейской кавалерии. 
В том чине, из интендантов 9-го армейского корпуса, прикомандирован вновь к Окружному интендантскому управлению Петербургского военного округа. Указом от 14 апреля 1880 года, генерал-майор, числящийся по армейской кавалерии, бывший корпусный интендант 9-го армейского корпуса, ныне состоящий при Петербургском окружном интендантском управлении, Эдуард Дучинский, пожалован орденом Святого Станислава 1 степени, во внимание к отлично-усердной и ревностной службе и особым трудам.
В 1883-1884 годах числился в запасе. ВП от 9 мая 1884 года, назначен, по кавалерии, числящийся в запасе армейской кавалерии и состоящий в прикомандировании к Окружному интендантскому управлению Петербургского военного округа, генерал-майор Дучинский – помощником окружного интенданта Харьковского военного округа, с оставлением по армейской кавалерии. В том чине и в той должности умер на службе в Харькове 15 ноября 1885 года.

## Семья
- Сын – Лев Эдуардович Дучинский, поручик запаса армейской пехоты, впоследствии служил экономистом. Приказом министра финансов от 29.11.1890 № 51, из поручиков запаса определён в службу по государственным кредитным установлениям – младшим помощником кассира Ташкентского отделения Государственного банка, с 26 октября 1890 года. Сенатским указом от 7.10.1891 года № 94, по Государственному банку, в той должности переименован в коллежские секретари, соответственно чину поручика запаса армейской пехоты, со старшинством с 26 октября 1890 года. С 1890 по 1912 год служил в разных регионах (Ташкент, Смоленск, С.-Петербург) и должностях по ведомству Государственного банка, в С.-Петербурге – служащий центральной бухгалтерии Государственного банка (общее счетоводство по Банку, а также составление периодических балансов и годовых отчетов). С 20 апреля 1912 года вышел в отставку, по прошению, в чине надворного советника (ВП от 17.03.1907 № 17; ст. 1.01.1907), с должности бухгалтера 2 разряда Государственного банка (приказ министра финансов от 15 января 1913 № 1). Жил в С.-Петербурге. Драматург, переводчик и писатель. Печатался в периодических изданиях. Некоторые его комедии во второй половине 1890-х годов игрались, без особого успеха, на сцене любительских театров С.-Петербурга, в частности – Панаевского. После революции 1917 года продолжал заниматься драматургией, в 20-х годах был автором сочинений для театра, эстрады и цирка, писал рассказы. Состоял членом Московского общества драматических писателей и композиторов («МОДП и К»).
- Дочери – девицы София и Мария. В начале 1890-х годах жили вместе в С.-Петербурге, по ул. Б. Морской, в доходном доме под № 1-3, позднее разъехались. София Эдуардовна Дучинская с 1886 года служила классной надзирательницей частной, но на правах казённой, женской Гимназии Е. М. Гедда[5] (ул. Никольская, ныне – ул. Глинки, дом Страхового общества, затем - Крюков канал, д. 14). После революции 1917 года – служащая Петроградских государственных театров. Каролина Мария Эдуардовна Дучинская в 1872 определена и в 1878 году окончила, с шифром[6], Императорское Воспитательное общество благородных девиц (Смольный институт), а в 1881 году - Педагогические курсы при С.-Петербургских женских гимназиях Ведомства учреждений Императрицы Марии[7]. Вплоть до революции 1917 года служила учительницей французского языка Мариинской женской гимназии[8] (Чернышев пер., д. 11, ныне – ул. Ломоносова) того же ведомства.
- Старшим офицером ведомства Окружного интендантского управления Петербургского военного округа с 1867 по 1894 год служил, в разных должностях, племянник – полковник и интендант Александр Артемьевич Вилламов, состоящий по армейской кавалерии, сын сестры генерала Э. И. Дучинского – действительной статской советницы Жозефины Иосифовны (Марии Осиповны) Вилламовой и декабриста Артемия Григорьевича Вилламова. Полковник А. А. Вилламов воспитывался в Школе гвардейских подпрапорщиков и кавалерийских юнкеров и начинал службу также, как и его дядя - офицером Чугуевского Уланского и лейб-гвардии Уланского Его Величества полков.